# Эттельбрюк
Эттельбрюк (люкс. Ettelbréck, фр. Ettelbruck, нем. Ettelbrück) — город и коммуна в Люксембурге, располагается в округе Дикирх. Коммуна Эттельбрюк — одна из 12 коммун, имеющих городской статус.
Население составляет  9145 жителей (по состоянию на 2020 год), в коммуне располагаются 3156 домашних хозяйств. Занимает площадь 15,18 км² (по занимаемой площади 82 место из 116 коммун). Наивысшая точка коммуны над уровнем моря составляет 382 м (78 место из 116 коммун), наименьшая 192 м (26 место из 116 коммун).

## История
Эттельбрюк был центром Люксембургской революции 1848 года.
Во время Второй мировой войны, в день вторжения в Люксембург 10 мая 1940 года город был оккупирован войсками вермахта. Американские войска впервые освободили город 11 сентября 1944 года. Однако 16 декабря 1944 года во время Арденнского сражения войскам вермахта снова удалось занять город. 25 декабря 1944 года, генерал Джордж С. Паттон руководил войсками США при освобождении Эттельбрюка. В честь генерала Паттона названа одна из главных площадей города, расположенная в месте где было окончательно остановлено наступление немцев на люксембургскую долину Альзетт. С 1954 года в Эттельбрюке ежегодно в июле проводится празднование Дня памяти в честь войск стран союзников.

## Достопримечательности
- Мемориальный музей генерала Джорджа С. Паттона, освобождавшего город во время Второй мировой войны[4]. Музей был открыт 7 июля 1995 года и представляет собой главную туристическую достопримечательность города. В экспозиции музея представлены фотографии, униформа, оружие и документы периода немецкой оккупации Люксембурга (с мая 1940 года по сентябрь 1944 года).
- Католическая приходская церковь Эттельбрюк[люкс.], посвященная святому Себастьяну. Отреставрированная в 1849 году церковь содержит надгробия, датируемые XV веком.

## Спорт
С 1917 года в Эттельбрюке существует футбольный клуб «Этцелла». Команда играет на местном футбольном стадионе Stade Am Deich, который вмещает около 2000 человек.

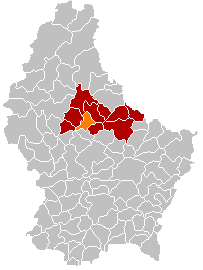
Оранжевый цвет — коммуна Эттельбрюк, красный — кантон Дикирх.